# 社会主义抵抗
社会主义抵抗（英語：Socialist Resistance，缩写为SR）是英国的一个已不存在的托洛茨基主义组织。该组织成立于2002年。2009年7月，第四国际原英国支部国际社会主义团体并入该组织。该组织与第四国际保持合作关系。它的意识形态是社会主义、马克思主义、托洛茨基主义、生态社会主义、社会主义女性主义。它的政治立场是极左翼。它参加了英国泛左翼政党左翼团结。该组织曾派代表出席欧洲反资本主义左翼的会议。2020年，该组织重组为“反资本主义抵抗”；“反资本主义抵抗”仅在英格兰和威尔士，原社会主义抵抗的苏格兰成员则另外建立“ecosocialist.scot”。